# 영화 촬영기

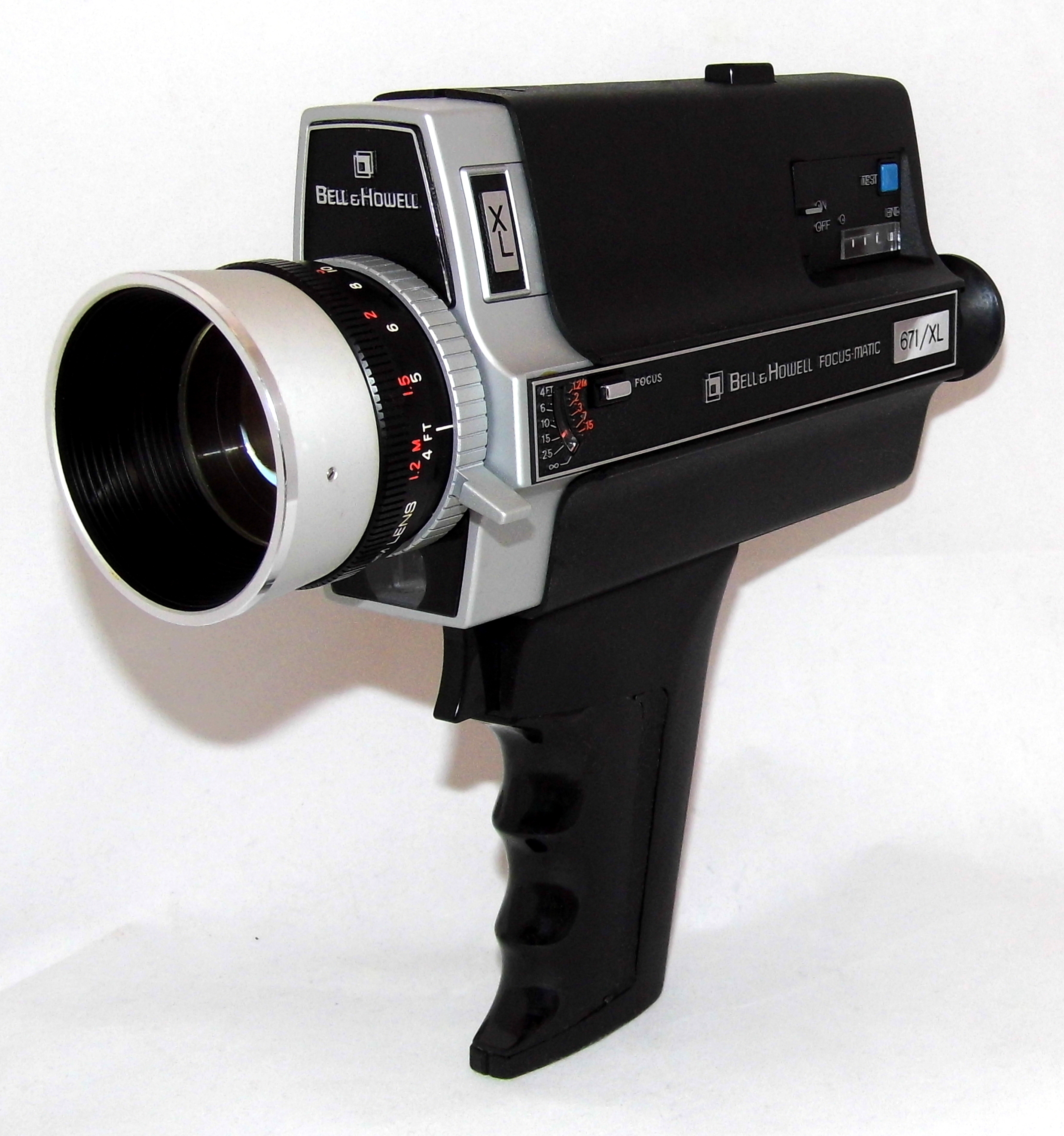

영화 촬영기(映畵撮影機) 또는 영화 카메라(映畵 - , 영어: movie camera, film camera, cine-camera)는 필름에 영상을 연속적으로 노광하여 동영상을 촬영하기 위한 장치이다.

## 역사
영화 카메라의 선구자격이 되는 기계는 1845년 King's Observatory의 프랜시스 로널즈가 발명한 것이다.
특허를 받은 최초의 영화 카메라는 1876년 워즈워스 도니스트로프가 고안한 것이다. 다른 영화 카메라는 1888년 루이 르 프랭스에 의해 영국에서 설계되었다.

## 같이 보기
- 프로페셔널 비디오 카메라(TV카메라)
- 필르마이징
- 영화의 역사